# Яннік Каманан
Яннік Каманан (фр. Yannick Kamanan, нар. 5 жовтня 1981, Сен-Поль-сюр-Мер) — французький футболіст, нападник азербайджанського клубу «Габала».

## Ігрова кар'єра
Народився 5 жовтня 1981 року в місті Сен-Поль-сюр-Мер. Вихованець юнацьких команд футбольних клубів «Ле-Ман» та «Тоттенгем Готспур».
У дорослому футболі дебютував 2001 року виступами за команду клубу «Тоттенгем Готспур», в якій провів один сезон, проте так жодного матчу в рамках чемпіонату й не провівши.
2002 року повернувся до Франції, де грав за «Страсбур», «Діжон» та «Газелек». Згодом у його кар'єрі були бельгійський «Остенде», швейцарський «Шаффгаузен», а також ізраїльські «Маккабі» (Герцлія) та «Маккабі» (Тель-Авів).
Своєю грою за останню команду привернув увагу представників тренерського штабу турецького «Сівасспора», до складу якого приєднався 2009 року. Відіграв за сіваську команду наступні два сезони своєї ігрової кар'єри. Більшість часу, проведеного у складі «Сівасспора», був основним гравцем атакувальної ланки команди. Протягом 2011—2012 років продовжував грати в Туреччині, захищав кольори «Мерсін Ідманюрду».
До складу азербайджанської «Габали» приєднався 2012 року. Відтоді встиг відіграти за команду з Габали 62 матчі в національному чемпіонаті.